# پرت اند ویتنی پی‌دابلیو۴۰۰۰
پرت اند ویتنی پی‌دابلیو۴۰۰۰ (به انگلیسی: Pratt & Whitney PW4000) یک موتور هواگرد ساختِ کارخانهٔ پرت اند ویتنی در کشور ایالات متحده آمریکا است . 